# Río Rakaia
El río Rakaia se encuentra en las llanuras de Canterbury, en la Isla Sur de Nueva Zelanda. El río Rakaia es uno de los mayores ríos trenzados de Nueva Zelanda. El río Rakaia tiene un caudal medio de 203 metros cúbicos por segundo. En la década de 1850, los colonos europeos lo llamaron río Cholmondeley, pero este nombre cayó en desuso.

## Descripción
Nace en los Alpes del Sur y recorre 150 km en dirección este o sureste antes de desembocar en el océano Pacífico a 50 km al sur de Christchurch. 
Durante gran parte de su recorrido, el río está trenzado y discurre por un amplio lecho de guijarros. Sin embargo, cerca del monte Hutt, se limita brevemente a un estrecho cañón conocido como el desfiladero del Rakaia.
El río Rakaia tiene dos puentes. El más concurrido es el de la pequeña ciudad de Rakaia, a 20 kilómetros de la desembocadura, donde la carretera estatal 1, con el puente de Rakaia, y el ferrocarril troncal de la Isla Sur cruzan el río por puentes separados. Estos dos puentes son los más largos de Nueva Zelanda, tanto el de carretera como el de ferrocarril, con una longitud aproximada de 1,75 kilómetros.
El Central Plains Water Trust propone extraer hasta 40 m3/s de agua del río Rakaia como parte del plan de mejora del agua de las llanuras centrales.
El río Rakaia es célebre por su abundancia de salmón chinook. Ha sido identificado como zona importante para las aves por BirdLife International porque alberga colonias de cría de la gaviota de pico negro, que está en peligro de extinción. El río también es conocido por su gran población de piqueros, que representa el 73% de la población total. Otras especies de aves importantes que utilizan el cauce del río son el charrán patinegro y el chorlito anillado.